# 音の日
音の日（おとのひ）は、日本オーディオ協会が定めた記念日である。毎年12月6日。

## 概要
音楽、オーディオ、レコードなど「音」の文化について多くの人々に認識を深めてもらうために、日本オーディオ協会が日本レコード協会、日本音楽スタジオ協会などと協調して1994年に12月6日を「音の日」と定めた。毎年この日に記念行事を行っている。
12月6日はトーマス・エジソンが1877年に世界で初めて蓄音機「フォノグラフ」による録音・再生の実験を成功させた日であり、まさにオーディオの誕生日ということになる。
なお、この時録音されたものは『メリーさんのひつじ (Mary Had a Little Lamb)』である。

## イベント
1996年以降は「音の日」にちなみ、音を通じて文化や生活に貢献した人を「音の匠」として顕彰している。 
また2006年からは12月6日の前後約2週間の「旬間(12月1日～15日前後)」を「期待する音の探求・視聴体験旬間」として、会員各社と協力しキャンペーンを展開している。